# Josette Pons
Pour les articles homonymes, voir Pons.
Josette Pons, née le 12 décembre 1947 à Saint-Cyr-sur-Mer, est une femme politique française, membre des Républicains. Elle est députée du Var de 2002 à 2017 et elle a la particularité d'avoir été maire de trois communes différentes, Saint-Cyr-sur-Mer de 1983 à 1989, puis Le Beausset de 1995 à 2002, enfin Brignoles de 2014 à 2017.

## Biographie

### Carrière politique
En 1977, Josette Pons est élue conseillère municipale de Saint-Cyr-sur-Mer, dont elle devient maire en 1983. En février 1988, elle est élue conseillère générale du canton du Beausset lors d'une élection partielle puis réélue en octobre de la même année lors des élections cantonales.
Elle est réélue à l’assemblée départementale, au premier tour de chacune des échéances électorales qui suivront, en 1994, 2001 et 2008, et nommée vice-présidente du Conseil général du Var à la suite des élections cantonales de 1998. En 1995, elle est élue maire du Beausset, où en 2001, elle est réélue dès le premier tour.
Elle connaît deux échecs aux élections législatives face au socialiste Maurice Janetti dans la 6e circonscription du Var. Une première fois en mars 1996 lors de l'élection partielle organisée pour remplacer Hubert Falco, qui élu au Sénat en septembre 1995, doit abandonner son siège de député. Une deuxième fois lors des élections législatives de 1997, au second tour, avec 40,46 % des voix.
Aux élections législatives de 2002, elle est finalement élue pour la XIIe législature (2002-2007), dans cette circonscription qui est l'une des plus peuplées de France, composée de 73 communes et 12 cantons pour plus de 213 000 habitants. Elle est réélue au 1er tour en 2007 avec 52,03 % des voix, et de nouveau en 2012, avec 60,54 % des voix au second tour face à la candidate du Front national. Elle ne se représente pas pour un nouveau mandat en 2017.
Elle fait partie du Union pour un mouvement populaire puis Les Républicains.
En 2014, Josette Pons est candidate aux élections municipales de 2014 à Brignoles. Après des mandats à Saint-Cyr puis au Beausset, elle remporte les élections municipales face au candidat du Front national Laurent Lopez avec 59,94 % des voix au second tour. Elle est élue maire de Brignoles lors du premier conseil municipal de la mandature, le vendredi 4 avril 2014. Elle est élue dans la foulée présidente de la communauté de communes Comté de Provence. Depuis le 13 janvier 2017, elle préside l'Agglomération Provence Verte, née de la fusion des communautés de communes Comté de Provence,
Sainte-Baume Mont-Aurélien et du Val d'Issole.
Le 10 juillet 2017, elle renonce à son mandat de maire de Brignoles pour se consacrer à la présidence de l'Agglomération Provence Verte. Le premier adjoint, Didier Brémond, est élu maire le 18 juillet. En décembre 2018, elle quitte la présidence de la communauté d'agglomération, qui revient à son successeur à la mairie de Brignoles.
Enfin, Josette Pons est présidente de l’Office départemental d’éducation et de loisirs du Var ainsi que vice-présidente de l’Association nationale des élus de la vigne et du vin.

## Affaires
Le 26 juin 2015, la Haute Autorité pour la transparence de la vie publique, commission chargée de contrôler les déclarations de patrimoine des parlementaires, annonce avoir saisi la justice puisqu'il existe un doute sérieux quant à la sincérité de sa déclaration de patrimoine. Elle plaide coupable le 3 novembre 2016 d'avoir sous évalué son patrimoine de plus de deux millions d'euros dans sa déclaration de 2014 et se voit infliger en novembre 2016 une amende de 45 000 euros,.

## Détail des fonctions et des mandats

### Mandat parlementaire
- 19 juin 2002 – 20 juin 2017 : députée de la 6e circonscription du Var

Fonctions à l'Assemblée nationale
Membre de la Délégation aux droits des femmes et à l’égalité des chances 

Membre de la Commission des Affaires économiques

Vice-présidente de l’Association nationale des élus de la vigne et du vin

Membre du groupe d'études sur le problème du Tibet.

### Mandats locaux
- mars 1977 – mars 1983 : Conseillère municipale de Saint-Cyr-sur-Mer
- 21 mars 1983 – 20 mars 1989 : Maire de Saint-Cyr-sur-Mer
- 8 février 1988 – 2 avril 2015 : Conseillère générale du canton du Beausset
- 28 mars 1994 – 18 mars 2001 : Vice-présidente du conseil général du Var
- 19 juin 1995 – septembre 2002[7] : Maire du Beausset
- 4 avril 2014 – 28 juillet 2017 : maire de Brignoles
- 16 janvier 2017 – 7 décembre 2018 : Présidente de la communauté d'agglomération de la Provence Verte